# Mohammed Bijeh
Mohammed Bijeh (en persa: محمد بیجه‎), conocido como el " vampiro del desierto de Teherán" (? - 16 de marzo de 2005), fue un asesino y violador en serie iraní. Bijeh asesinó al menos a 31 personas, a las que durante el juicio confesó haber matado: 31 niños de entre 8 y 15. Fue el caso criminal más importante de Irán en 70 años, desde el de Asghar el Asesino e influyó fuertemente en la opinión pública.

## Primeros años
Cuando tenía once años, la pobre y numerosa familia Bijeh se trasladó a Khatunabad, la capital de la provincia de Jorasán, cerca de la frontera con Afganistán y Turkmenistán. Bijeh era el mayor de siete hermanos y medio hermanos y con 11 años dejó la escuela para trabajar en una fábrica de ladrillos cercana. Dijo que su madre había muerto de cáncer cuando él tenía cuatro años y su padre pronto se volvió a casar. Aseguró que su padre era una "persona bárbara" que lo había golpeado muchas veces y encadenado por las piernas, lo que finalmente llevó a que se sintiera "eufórico" al ver sangre. Afirmó que al poco de empezar a trabajar, fue sodomizado en varias ocasiones.

## Serie de asesinatos
Bijeh confesó ante el tribunal que entre marzo y septiembre de 2004 violó y asesinó a 31 niños. Él y Ali Baghi (también conocido como Ali Gholampour), que también trabajaba en la fábrica de ladrillos, consiguieron que diversos niños los siguieran al desierto al sur de Teherán ofreciéndoles cazar conejos y zorros con ellos.
En realidad, apedreaban o envenenaban a sus víctimas y luego abusaban sexualmente de ellas antes de matarlas. Luego enterraban los cuerpos en fosas poco profundas en el desierto. A menudo colocaban animales muertos cerca de los cadáveres para ocultar el olor a descomposición.
Ali Baghi era adicto a la heroína y dijo que dudó al principio y solo ayudó a Bijeh después de que lo amenazó.
Varias de las víctimas procedían de familias de refugiados afganos empobrecidos que no denunciaron la desaparición de sus hijos, aparentemente por temor a ser expulsados de Irán.

## Investigación, arresto, juicio y ejecución
Los residentes de Jurasán dijeron que la policía no había investigado el caso enérgicamente y había demostrado una gran incompetencia. Bijeh estuvo detenido temporalmente durante varios meses, pero luego fue puesto en libertad lo que le dio la oportunidad de cometer siete asesinatos más. Finalmente, fue arrestado nuevamente y acusado de los asesinatos.
El juicio de dos días se llevó a cabo a puerta cerrada, una medida diseñada supuestamente para reducir aún más el dolor de las familias de las víctimas. Sin embargo, los familiares presentes en el exterior de la sala del tribunal causaron disturbios.
Ali Baghi fue condenado a 15 años de prisión. Bijeh fue condenado a muerte por cada asesinato que confesó, así como a 100 latigazos por las violaciones. Cuatro de los familiares de las víctimas aceptaron dinero de sangre y en esos casos por tanto escapó de la pena de muerte, lo que no lo salvó de la ejecución por los otros asesinatos.
Bijeh fue azotado públicamente en Pakdasht, cerca de Teherán, ante 5.000 espectadores. A la madre de una de las víctimas se le permitió ponerle la soga al cuello; luego, Bijeh, de 24 años, fue elevado exactamente 10 metros en el aire por una grúa de construcción y ahorcado lentamente mientras la multitud vitoreaba.